# Klooster van Sint-Antonius

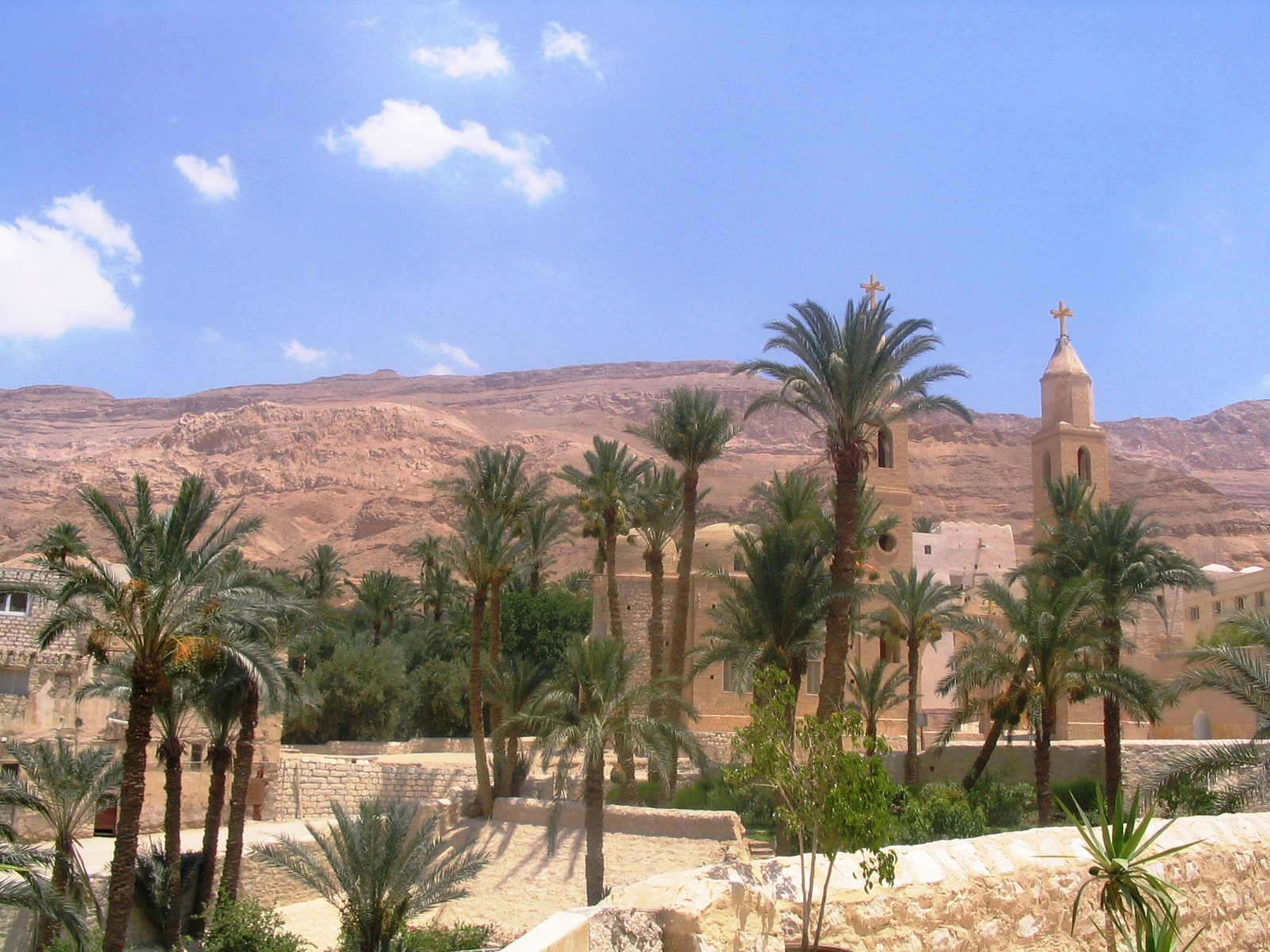
Het klooster van Sint-Antonius

Het klooster van Sint-Antonius (Arabisch: دير الأنبا أنطونيوس, Deir Mar Antonios) is een Koptisch-Orthodox klooster in de Oostelijke Woestijn van Egypte. Het klooster is gelegen op een moeilijk toegankelijke plek in het Rode Zeegebergte en de Arabische Woestijn. Het klooster ligt op ongeveer 155 km ten zuidoosten van Caïro. Het claimt net als het Katharinaklooster in de Sinaï het oudste nog altijd gebruikte klooster ter wereld te zijn.

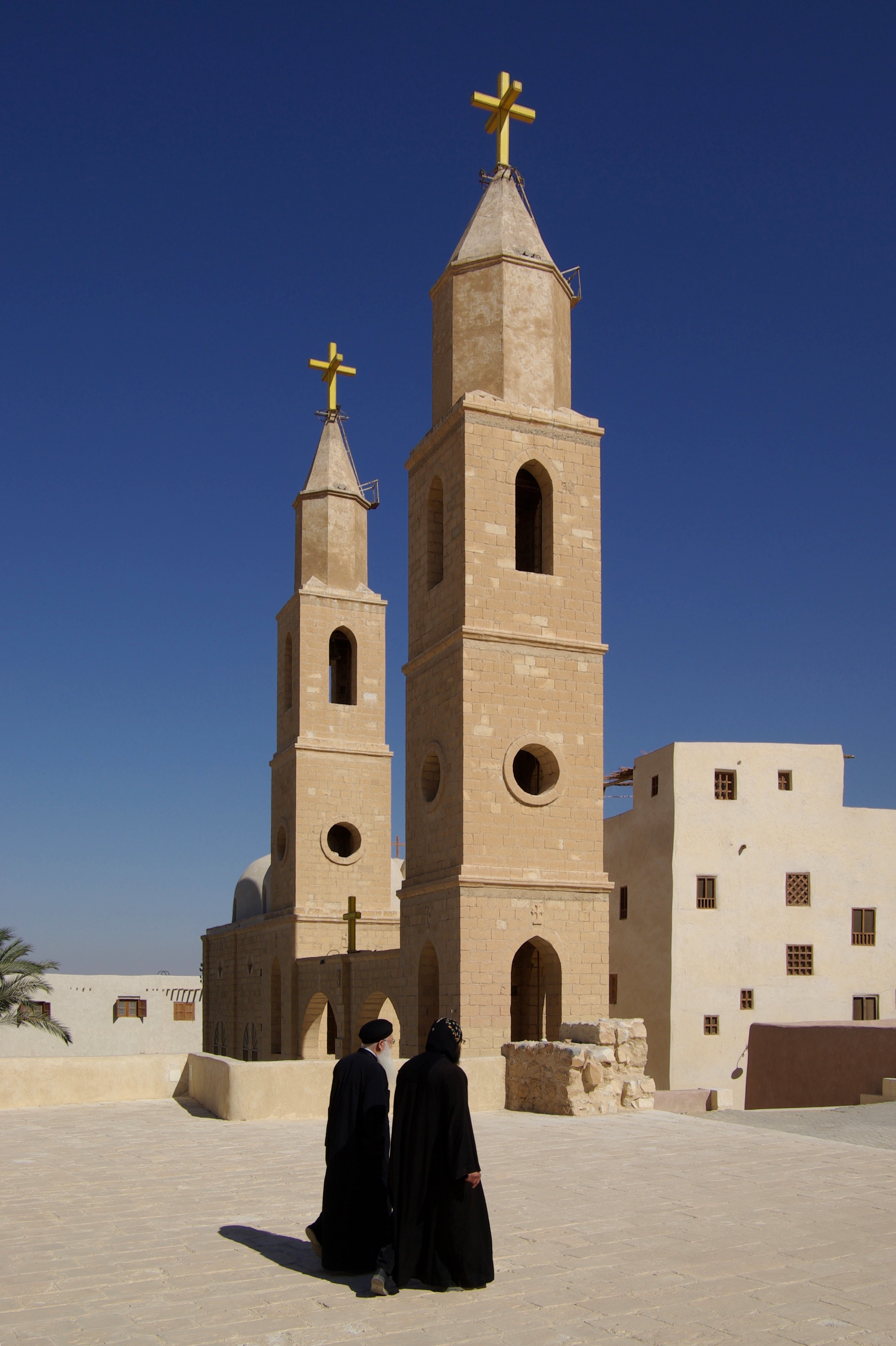

Op deze plek leefde de heilige Antonius van Egypte en kreeg er vele volgelingen. Het klooster werd in 356 gebouwd op de plek waar Antonius' graf is. Er is weinig bekend over de eerste eeuwen van het bestaan van het klooster. Gedurende de zesde en zevende eeuw kwamen vele monniken naar dit klooster uit Wadi Natroen, om zo de aanvallen van de bedoeïenen daar te ontlopen. Ook dit klooster werd meerdere malen aangevallen en geplunderd door de bedoeïnenen. Het bloeide opnieuw op maar werd in 1454 opnieuw aangevallen. In een antwoord op de aanvallen werd een verdedigingsmuur rondom het klooster gebouwd.
Aan het begin van de 21e eeuw heeft het een groeiend aantal monniken. Begin februari 2010 was de acht jaar durende restauratie van het klooster voltooid. Toeristen kunnen het klooster bezoeken.